# Teorija odnosov med ljudmi
Vpliv Eltona Maya na področju psihologije je zelo obširen in, iz določenih vidikov, kot v primeru teorije odnosov med ljudmi, tudi kontroverzen. Elton Mayo je bil psiholog, rojen leta 1880 v mestu Adelaide v Avstraliji. Prav v tej državi je Mayo preživel prvih 42 let svojega življenja. V kontekstu avstralske družbe je razvil zametke svojih teorij in poglede na takratno industrijsko družbo. Kljub temu pa je Mayo večkrat omenjen kot pomemben ameriški psiholog , saj je odigral zelo pomembno vlogo pri Hawthornovih študijah pa tudi pri vključenosti pri razvoju teorije odnosov med ljudmi .
Omeniti je treba, da v času, ko je Mayo razvijal svoj pristop k vlogi delavcev v industriji, bila pristona precejšnja razlika v političnem kontekstu Avstralije oziroma Združenih držav Amerike. Osnova za razumevanje poznejšega Mayevega psihološkega dela je torej vpogled v politično in socialno stanje takratne Avstralije, saj je tam razvijal začetke svojih idej in teorij . S tem je tudi bolj jasna Mayeva vloga v Hawthornovih študijah, ki so bile izvedene v Western Electric Company, v Illinoisu, in posledično razvoj gibanja v luči teorije odnosov med ljudmi. Te študije so se odvijale v poznih 20 letih in zgodnjih 30 letih dvajsetega stoletja, sestavljala pa jih je serija ekperimentov v povezavi z obnašanjem na delovnem mestu. S tem se je začel razvijati nov pristop teorij upravljanja v podjetjih, ki je kazal premik iz smeri znanstvenega menedžmenta proti smeri zgodnjega gibanja v luči teorije odnosov med ljudmi.
Griffin, Landy, & Mayocchi  pravijo, da je pri razumevanju Mayevega teoriziranja v osprednju konstrukt, ki ga je sam oblikoval in poimenoval 'revery', opisuje pa specifično stanje zavesti, razvito kot odziv političnega in industrijskega konflikta, ki je bil prisoten v takratni Avstraliji. Za razumevanje teorije odnosov med ljudmi je torej koristno poznavanje tega njegovega konstrukta, ki ga je razvijal leta pred nastankom njegove teorije. Kot omenjeno, je ta konstrukt nastal zaradi vpliva industrijske družbe in ki je imel negativne posledice tako na posameznike, kot na družbo. Vse poznejše Mayevo delo tako izhaja iz tega koncepta, njegove analize in njegovih posledicah za posameznike, strukturo na delovnem mestu, in družbe na splošno.
Mayo in njegova teorija sta tipično predstavljena kot nasprotje Taylorjevega 'izkoriščanja', saj Mayu in sodelavcem pripisujejo 'odkritje' osebe v socialnem pomenu in njen osrednji pomen na delovnem mestu. Osebe so tu opisane kot bitja, ki imajo tudi višje psiho-socialne potrebe, kjer njihovi socialni odnosi na delovnem mestu igrajo pomembno vlogo pri produktivnosti . Želja Eltona Maya in teorije odnosov med ljudmi je bila, da bi postale socialne potrebe oseb v središču zanimanja in posledično bi se povečala sposobnost sodelovanja zaposlenih na delovnem mestu. Teorija odnosov med ljudmi se je osredotočala na zaposlenčevo 'pridobitev' osebnosti, stabilnost in zadoščenje na delovnem mestu, kar bi jih privedlo do tega, da bi bili željni medsebojnega sodelovanja in prispevanja njihovih naporov v smeri doseganja ciljev organizacije oziroma podjetja. Motivacija tako ni bila več definirana v smislu finančnih spodbud, ampak način za spodbujanje motivacije je bilo ciljanje na človekove socialne potrebe oziorma potrebe po pripadnosti . Na nek način bi lahko bila teorija odnosov med ljudmi opisana kot dopolnilo Taylorizma, saj je direktno odgovorila na takratne največje skrbi managerjev, in sicer kako pomiriti delavčev iracionalen in vznemirjen um in kako načrtovati program za izvežbanje managerjev in vodstva, da lahko to dosegajo . Omeniti je potrebno, da ni bil Elton Mayo prvi, ki je govoril o odnosih med ljudmi v organizacijah, saj se je to pogosto pojavljalo že pred Hawthornovimi študijami.
Boddewyn  in Locke  sta trdila, da veliko zaključkov, do katerij so prišli s pomočjo Hawthornovih študij, med katerimi tistih o informalnih normah in o omejitvi proizvodnje, je že raziskoval Taylor, in to kar nekaj desetletij pred izvedbo Hawthornovimh študij. Duncan tudi omenja, da je veliko zgodnjih inženirjev znanstvenega menedžementa cenilo človeške in socialne elemente v industriji. Prav tako sta Wren in Greenwood  trdila, da Taylor ni skrbel le za ekonomske vzpodbude, ampak da je tudi prispeval k modernemu mišljenju glede tega, kako motivirati zaposlene. Po drugi strani je treba omeniti, da veliko avtorjev  meni,da je bila prava motivacija Mayevega dela imeti nadzor nad delavci. Medtem ko je Taylor podpiral izboljšave v delavčevih plačah in njihovih pogojih dela, sta Mayo in teorija odnosov med ljudmi gledala na to kot manj pomembno. Pri njemu je bil tudi problematičen pogled na menedžerje kot na neko naravno elito, ki ima sposobnost, in tudi pravico, da vodi na delovnem mestu . Kot Deetz  omenja, ni nič naravnega pri izvajanju take avotoritete. Mayo in teorija odnosov med ljudmi sta tudi gledala na menedžersko elito kot na veliko večji potencial za avtoriatarianizem, ali, kot omenja Rose  'korporativni fašizem s človeškim obrazom' kot so na to gledale katerekoli Taylorjeve ideje. Medtem ko je Taylorizem gledal na vodje kot na nekoga, ki ima potecial izvajanja fizične nadmoči nad osebami prostorsko in časovno, je pa Mayoizem pristopal bolj subtilne in učinkovite načine izvajanja moči, in sicer mentalno. Torej deloval je na delavčeva čustva, občutja in kognicijo . Nastal je torej nov način nadzora nad delavci, ki je bil na začetku viden kot nekaj, ki poudarja pravice dela in pomembnost človeka v organizaciji.